# Illa Woody
L'illa Woody (xinès tradicional: 永興島, xinès simplificat: 永兴岛, pinyin: Yǒngxīng Dǎo) és una de les illes Paracel, al mar de la Xina Meridional.
Està ocupada per la República Popular Xina des de 1974, i és reclamada per Taiwan i Vietnam.
Hi ha una guarnició militar de la República Popular de la Xina.
Recentment es va habilitar un port a l'illa amb la finalitat de promocionar-la turísticament.

## Geografia
Es localitza geogràficament entre els 16°50'03"N i els 112°20'15"O. Té una superfície de 2,1 km².